# Мелнишко македонско благотворително братство
Мелнишкото македонско благотворително братство „Димитър Гущанов“ е организация на бежанците от областта Македония, установили се в Мелник.

## История
На общо събрание от 24 януари 1926 година е сформирано братството и си избира настоятелство в състав Димитър Ив. Клифов (председател), Ангел Янкулов (подпредседател), Стою Д. Тилков (секретар), Тодор Ив. Терзиев (касиер), а Стефан Попиванов е в контролната комисия.